# 倪天民
倪天民（1452年—？），字秀夫，直隸蘇州府長洲縣人，陝西武功中衛軍匠籍，明朝政治人物。

## 生平
成化十三年（1477年）丁酉科順天府鄉試第四名舉人。成化二十三年（1487年）中式丁未科會試第二十七名，三甲第八十九名進士。弘治二年（1489年）正月授南京兵科給事中，十四年四月升陕西布政司右參議，轉山西左參議。正德四年（1509年）任山西左參議期間，上疏請求去名中“天”字，累官河右布政使，正德七年（1512年）六月升山西左布政使，與知府張龍、右布政使陳逵、右參議孫清，皆貪腐殘暴，天下目為「四害」，十二年正月考察以不謹闲住。

## 家族
曾祖倪榮；祖父倪覺清；父倪信，母曹氏。慈侍下。